# 1974-es Formula–1 brit nagydíj

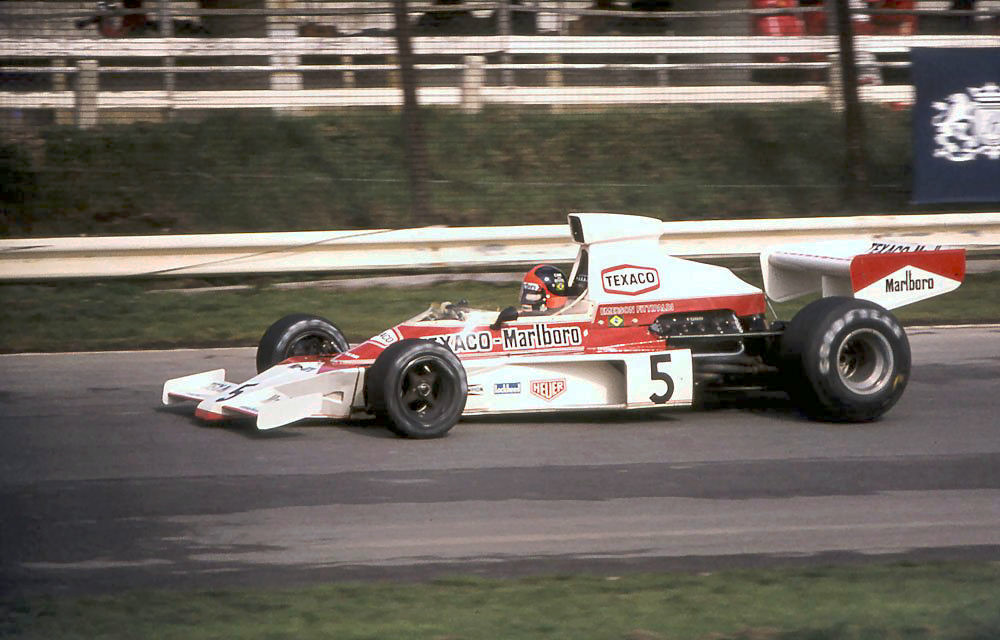
Emerson Fittipaldi

A brit nagydíj volt az 1974-es Formula–1 világbajnokság tizedik futama.

## Futam
A brit nagydíjon Lauda szokásosan a pole-ból indult, Peterson és Scheckter előtt. A rajtnál az osztrák megtartotta a vezetést, míg Peterson Scheckter és Regazzoni mögé került. Az első négy sorrendje a verseny feléig változatlan maradt, amikor Regazzoni és Peterson a boxba hajtott, miután törmeléken hajtottak át. A verseny végén Lauda defektet kapott, a vezetés Scheckteré lett, aki könnyedén győzött Fittipaldi és Ickx előtt.
A bajnokság kétharmadánál nagyon szoros, négyesélyes verseny alakult ki Lauda, Regazzoni, Fittipaldi és Scheckter előtt.
| Helyezés | #   | Versenyző            | Csapat/Motor      | Körök | Idő/Kiesés oka     | Rajthely | Pontszám |
| -------- | --- | -------------------- | ----------------- | ----- | ------------------ | -------- | -------- |
| 1        | 3   | Jody Scheckter       | Tyrrell-Ford      | 75    | 1:43:02,2          | 3        | 9        |
| 2        | 5   | Emerson Fittipaldi   | McLaren-Ford      | 75    | + 15,3             | 8        | 6        |
| 3        | 2   | Jacky Ickx           | Lotus-Ford        | 75    | + 1:01,5           | 12       | 4        |
| 4        | 11  | Clay Regazzoni       | Ferrari           | 75    | + 1:07,2           | 7        | 3        |
| 5        | 12  | Niki Lauda           | Ferrari           | 74    | + 1 kör            | 1        | 2        |
| 6        | 7   | Carlos Reutemann     | Brabham-Ford      | 74    | + 1 kör            | 4        | 1        |
| 7        | 6   | Denny Hulme          | McLaren-Ford      | 74    | + 1 kör            | 19       |          |
| 8        | 16  | Tom Pryce            | Shadow-Ford       | 74    | + 1 kör            | 5        |          |
| 9        | 8   | Carlos Pace          | Brabham-Ford      | 74    | + 1 kör            | 20       |          |
| 10       | 1   | Ronnie Peterson      | Lotus-Ford        | 73    | + 2 kör            | 2        |          |
| 11       | 28  | John Watson          | Brabham-Ford      | 73    | + 2 kör            | 13       |          |
| 12       | 14  | Jean-Pierre Beltoise | BRM               | 72    | + 3 kör            | 23       |          |
| 13       | 26  | Graham Hill          | Lola-Ford         | 69    | + 6 kör            | 22       |          |
| 14       | 19  | Jochen Mass          | Surtees-Ford      | 68    | + 7 kör            | 17       |          |
| Kiesett  | 15  | Henri Pescarolo      | BRM               | 64    | Motorhiba          | 24       |          |
| HN       | 37  | François Migault     | BRM               | 62    | Helyezés nélkül    | 14       |          |
| Kiesett  | 33  | Mike Hailwood        | McLaren-Ford      | 57    | Kicsúszás          | 11       |          |
| Kiesett  | 17  | Jean-Pierre Jarier   | Shadow-Ford       | 45    | Felfüggesztés      | 16       |          |
| Kiesett  | 9   | Hans-Joachim Stuck   | March-Ford        | 36    | Baleset            | 9        |          |
| Kiesett  | 4   | Patrick Depailler    | Tyrrell-Ford      | 35    | Motorhiba          | 10       |          |
| Kiesett  | 20  | Arturo Merzario      | Iso Marlboro-Ford | 25    | Motorhiba          | 15       |          |
| Kiesett  | 10  | Vittorio Brambilla   | March-Ford        | 17    | Üzemanyag rendszer | 16       |          |
| Kiesett  | 23  | Tim Schenken         | Trojan-Ford       | 6     | Felfüggesztés      | 25       |          |
| Kiesett  | 24  | James Hunt           | Hesketh-Ford      | 2     | Felfüggesztés      | 6        |          |
| Kiesett  | 27  | Peter Gethin         | Lola-Ford         | 0     | Fizikai állapot    | 21       |          |
| NK       | 42  | David Purley         | Token-Ford        |       |                    |          |          |
| NK       | 18  | Derek Bell           | Surtees-Ford      |       |                    |          |          |
| NK       | 21  | Tom Belsø            | Iso Marlboro-Ford |       |                    |          |          |
| NK       | 208 | Lella Lombardi       | Brabham-Ford      |       |                    |          |          |
| NK       | 22  | Vern Schuppan        | Ensign-Ford       |       |                    |          |          |
| NK       | 29  | John Nicholson       | Lyncar-Ford       |       |                    |          |          |
| NK       | 25  | Howden Ganley        | Maki-Ford         |       |                    |          |          |
| NK       | 35  | Mike Wilds           | March-Ford        |       |                    |          |          |
| NK       | 43  | Leo Kinnunen         | Surtees-Ford      |       |                    |          |          |

## Statisztikák
Vezető helyen:
- Niki Lauda: 69 (1-69)
- Jody Scheckter: 6 (70-75)

Jody Scheckter 2. győzelme, Niki Lauda 6. pole-pozíciója, 2. leggyorsabb köre.
- Tyrrell 18. győzelme.

Peter Gethin utolsó versenye.